# Боббі Герні
Боббі Герні (англ. Bobby Gurney, 13 жовтня 1907 — 14 квітня 1994) — англійський футболіст, що грав на позиції нападника, зокрема за «Сандерленд», у складі якого є рекордсменом за кількістю забитих м'ячів, та національну збірну Англії. 
По завершенні ігрової кар'єри — тренер.
Чемпіон Англії. Володар Кубка Англії з футболу. Володар Суперкубка Англії з футболу. 

## Клубна кар'єра
У дорослому футболі дебютував 1924 року виступами за команду «Бішоп Окланд», в якій провів один сезон. 
1925 року перейшов до лав «Сандерленд», за який відіграв наступні 3 сезонів. Більшість часу, проведеного у складі «Сандерленда», був основним гравцем атакувальної ланки команди. У складі «Сандерленда» був одним з головних бомбардирів команди, маючи середню результативність на рівні 0,58 гола за гру першості. Загалом у 390 матчах за команду в англійській першості забив 228 голів, що є клубним рекордом.
За цей час виборов титул чемпіона Англії, ставав володарем Кубка Англії з футболу та Суперкубка країни. Завершив професійну кар'єру футболіста виступами за «Сандерленд» у 1938 році.

## Виступи за збірну
1935 року провів одну гру у складі національної збірної Англії.

## Кар'єра тренера
Розпочав тренерську кар'єру, повернувшись до футболу у повоєнні роки, очоливши 1950 року тренерський штаб «Пітерборо Юнайтед». Згодом очолював команди «Дарлінгтон», а також «Гартлпул Юнайтед», головним тренером команди якого Боббі Герні був з 1963 по 1964 рік.
Помер 14 квітня 1994 року на 87-му році життя.

## Титули і досягнення
- Чемпіон Англії (1):

«Сандерленд»: 1935-1936
- Володар Кубка Англії з футболу (1):

«Сандерленд»: 1936-1937
- Володар Суперкубка Англії з футболу (1):

«Сандерленд»: 1936